# Larry Morey
Lawrence L. „Larry“ Morey (* 26. März 1905 in Los Angeles; † 8. Mai 1971 in Santa Barbara County) war ein US-amerikanischer Autor. Er ist vor allem für seine Liedtexte für heute klassische Disney-Trickfilme bekannt. Zweimal war er als Liedtexter für den Oscar nominiert.
Larry Morey begann nach dem Universitätsstudium zunächst für Warner Bros. und Paramount Pictures zu arbeiten. Eine erste bedeutende Arbeit lieferte er als Liedtexter zum von Leigh Harline komponierten Filmsong The World Owes Me a Living, den Shirley Temple 1934 im Film Treffpunkt: Paris! sang. Der Song wurde im selben Jahr auch im Disney-Trickfilm Die Heuschrecke und die Ameisen verwendet. 1933 ging er zu Disney, wo er zunächst Liedtexte für Kurzfilme der Silly Symphonies verfasste. Häufig arbeitete er dabei mit dem Komponisten Frank Churchill zusammen. Beide schrieben gemeinsam auch die 25 Lieder für Disneys ersten abendfüllenden Trickfilm Schneewittchen und die sieben Zwerge. Dazu gehörten mit Heigh-Ho, Some Day My Prince Will Come, Whistle While You Work und I'm Wishing Lieder, die heute als Klassiker gelten. Morey fungierte darüber hinaus als Regisseur einer Teilsequenz des Filmes. Schneewittchen und die sieben Zwerge wurde für die beste Musik für den Oscar nominiert, was allerdings Moreys Leistungen nicht einschloss. Allerdings gehörte er mit William Cottrell, Wilfred Jackson, Perce Pearce und Ben Sharpsteen zu den fünf Personen, die für den Film bei den Internationalen Filmfestspielen von Venedig 1938 für den Mussolini-Preis für den besten Auslandsfilm nominiert waren, den allerdings Leni Riefenstahl für ihren zweiteiligen Olympia-Film gewann.
1938 schrieb Morey mit dem Komponisten Albert Hay Malotte den Titelsong des Kurzfilms Ferdinand, der Stier, der 1939 einen Oscar als Bester animierter Kurzfilm gewann. 1942 adaptierte er mit Perce Pearce Felix Saltens Buch Bambi für das Drehbuch zum gleichnamigen Film. Beide erfanden, um die Stimmung des Buches etwas aufzuhellen, die Charaktere Klopfer, das Wildkaninchen und Blume, das Stinktier. Mit Frank Churchill schrieb er zudem die Lieder, darunter Little April Shower, Let's Sing a Gay Little Spring Song und Looking for Romance (I Bring You a Song). Beide wurden 1943 für Love Is a Song für den Oscar für den Besten Filmsong nominiert, unterlagen aber Irving Berlins White Christmas aus Musik, Musik. Für Lavender Blue, geschrieben mit dem Komponisten Eliot Daniel für den Film Ein Champion zum Verlieben, gesungen von Burl Ives, wurde Morey 1950 erneut für den Oscar nominiert, unterlag dieses Mal aber Frank Loessers Baby, It’s Cold Outside aus Neptuns Tochter. Dabei handelte es sich um die Adaption eines bekannten Volksliedes.
Morey war an gut 20 Filmen, darunter vielen Kurzfilmen, beteiligt. Bei wenigen Liedern wird er auch als Komponist geführt. 1945 und 1946 war er als Produzent für ein halbes Dutzend Kurzfilme verantwortlich. Seine Lieder werden bis heute immer wieder, ab den 1950er Jahren auch für Fernsehproduktionen, verwendet. Viele seiner getexteten Lieder sind vor allem in den USA zu allbekanntem Kulturgut geworden und haben einen großen Wiedererkennungsfaktor. Seit 1938 gehört er der American Society of Composers, Authors and Publishers an. Bei den Grammy Awards 1977 wurde er mit Frank Churchill, Leigh Harline und Paul J. Smith posthum für Snow White and the Seven Dwarfs für die Grammy Awards für die beste Aufnahme für Kinder nominiert, unterlag aber Hermione Gingold und Karl Böhm als Dirigent der Wiener Symphoniker, die Sergei Prokofjews Peter und der Wolf sowie den Karneval der Tiere von Camille Saint-Saëns spielten. Someday My Prince Will Come gilt mittlerweile als Jazz-Standard.

## Filmografie (Auswahl)
(wenn nicht anders angegeben handelt es sich um Autorenschaften als Liedtexter)
- 1934: Die kluge kleine Henne, auch Der kluge kleine Gockel (The Wise Little Hen)
- 1938: Treffpunkt: Paris!; Österreich: Allerweltsliebling (Now and Forever)
- 1935: Auf dem Eis (On Ice)
- 1937: Schneewittchen und die sieben Zwerge (Snow White and the Seven Dwarfs)
- 1938: Ferdinand, der Stier (Ferdinand the Bull)
- 1942: Bambi (Bambi, auch Drehbuch)
- 1948: Ein Champion zum Verlieben (So Dear to My Heart)
- 1948: Fräulein Wildfang (Mickey)
- 1949: Die Abenteuer von Ichabod und Taddäus Kröte (The Adventures of Ichabod and Mr. Toad)